# Großarmgarnelen
Die Großarmgarnelen (Macrobrachium) sind eine Gattung mit rund 270 Arten innerhalb der Felsengarnelen (Palaemonoidea), die zu den Zehnfußkrebsen (Caridea) gehört. Der deutsche Name Großarmgarnelen leitet sich von „macro“ (von griech. makros) für „groß“ und „brachium“ (lat. für Oberarm) ab, was hier mit Arm übersetzt wurde.

## Verbreitung und Lebensraum
Als wirbellose Wassertiere sind Großarmgarnelen weltweit verbreitet. Sie bevorzugen küstennahe, meist tropische Bereiche. Vertreter der Gattung sind am häufigsten in Süßwasser anzutreffen, besiedeln jedoch auch Brackwasser oder Salzwasser.
In China leben die unterschiedlichen Arten in folgenden Habitaten: Seen, Stauseen, Teiche, Flüsse unterschiedlicher Größe sowie Wassergräben, Feuchtgebiete, Sümpfe und unterirdische Gewässer.

## Merkmale
Das Rostrum ist selten an der Basis erhöht und kammartig gezähnt. Bate merkte in der Erstbeschreibung zum Rostrum lediglich Carapax vorne bewehrt mit sich vertikal fortsetzendem Rostrum an. Ein Branchiostegalstachel (unterhalb der Orbitalgrube sitzende Stachel) fehlt, ein Hepaticaldorn (Region des Cephalothorax) und eine Branchiostegalnaht sind vorhanden. An den Mandibeln befinden sich Palpi. Die zweiten Schreitbeine sind bei männlichen Tieren deutlich verlängert und können länger als ihr gesamter Körper werden, Bate schrieb von immens entwickelten zweiten Schreitbeinen. Die 3 hinteren Schreitbeinpaare enden in einem einfachen Klauenglied (Dactylus, keine Schere, kürzer als das Basisteil [Propodus]). Das Telson beschrieb Bate als dreieckig, in einer einzelnen Spitze endend.

## Lebensweise

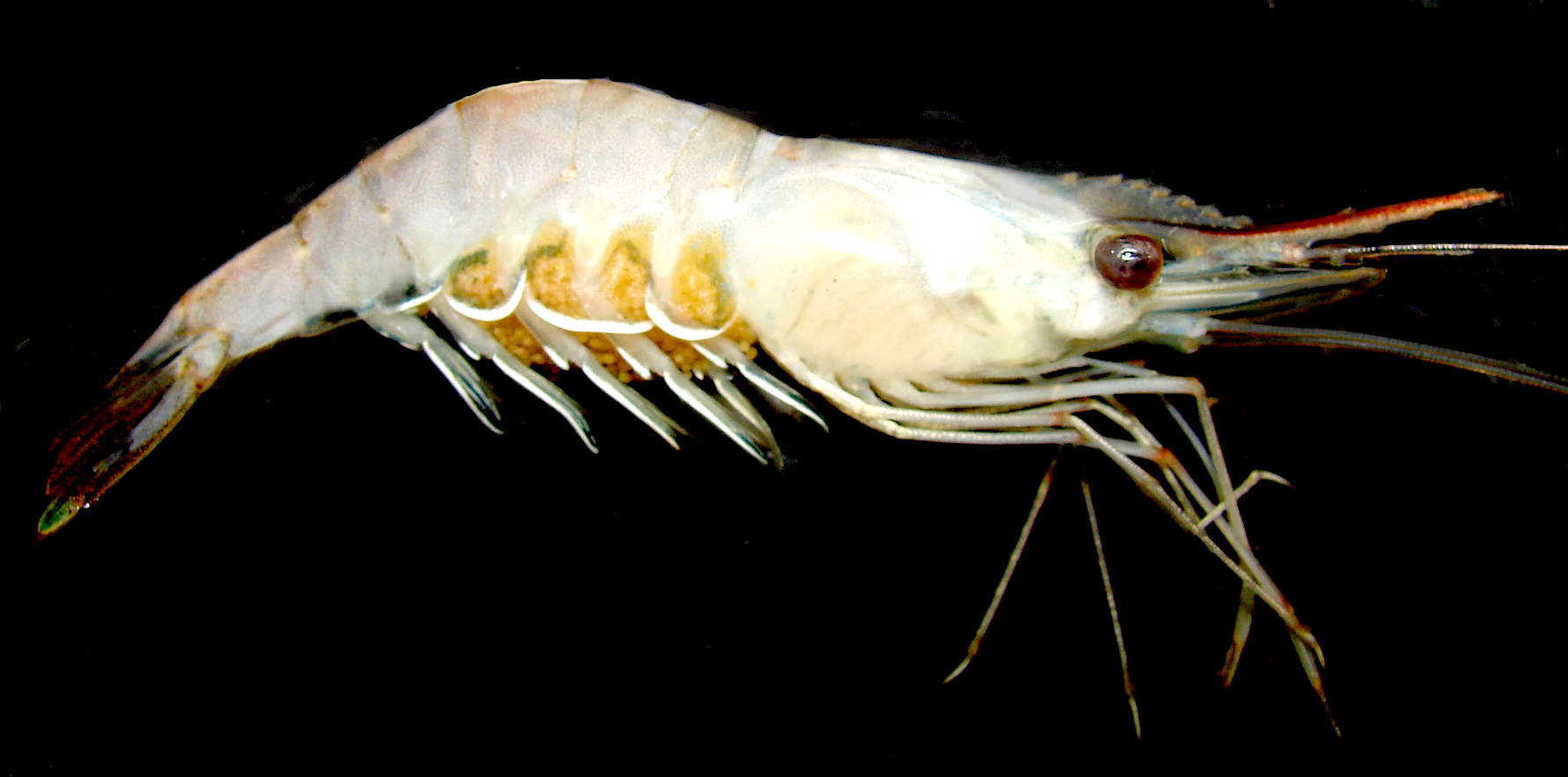
Macrobrachium amazonicum; adultes Weibchen mit Eiern

Die Geschlechtsreife tritt nicht durch das Erreichen eines bestimmten Alters, sondern durch das Erreichen einer gewissen Mindestgröße ein, wie umfangreiche Untersuchungen an der in Mexiko ansässigen Art Macrobrachium tenellum bestätigten. Als Jungtiere leben einige Arten im Salzwasser, welches sie als adulte Tiere verlassen, um Süßwasser zu leben.

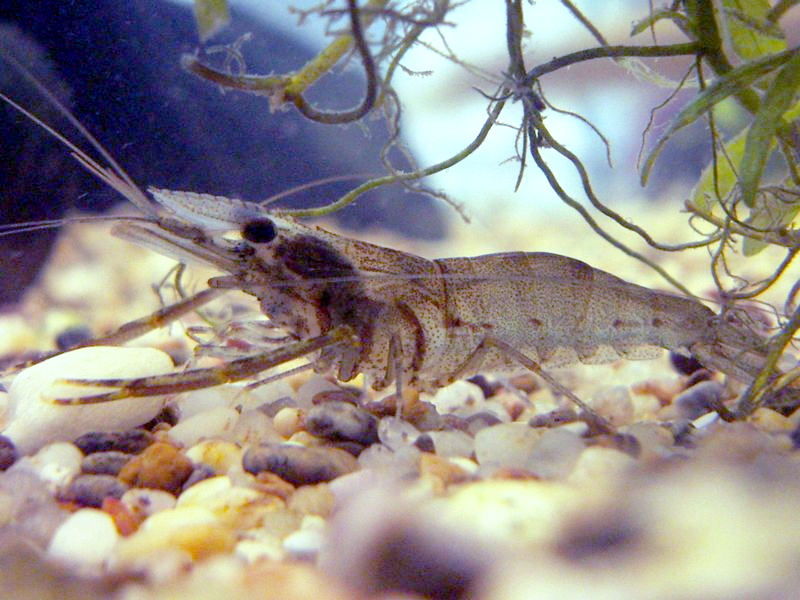
Macrobrachium formosense

## Nutzung durch den Menschen

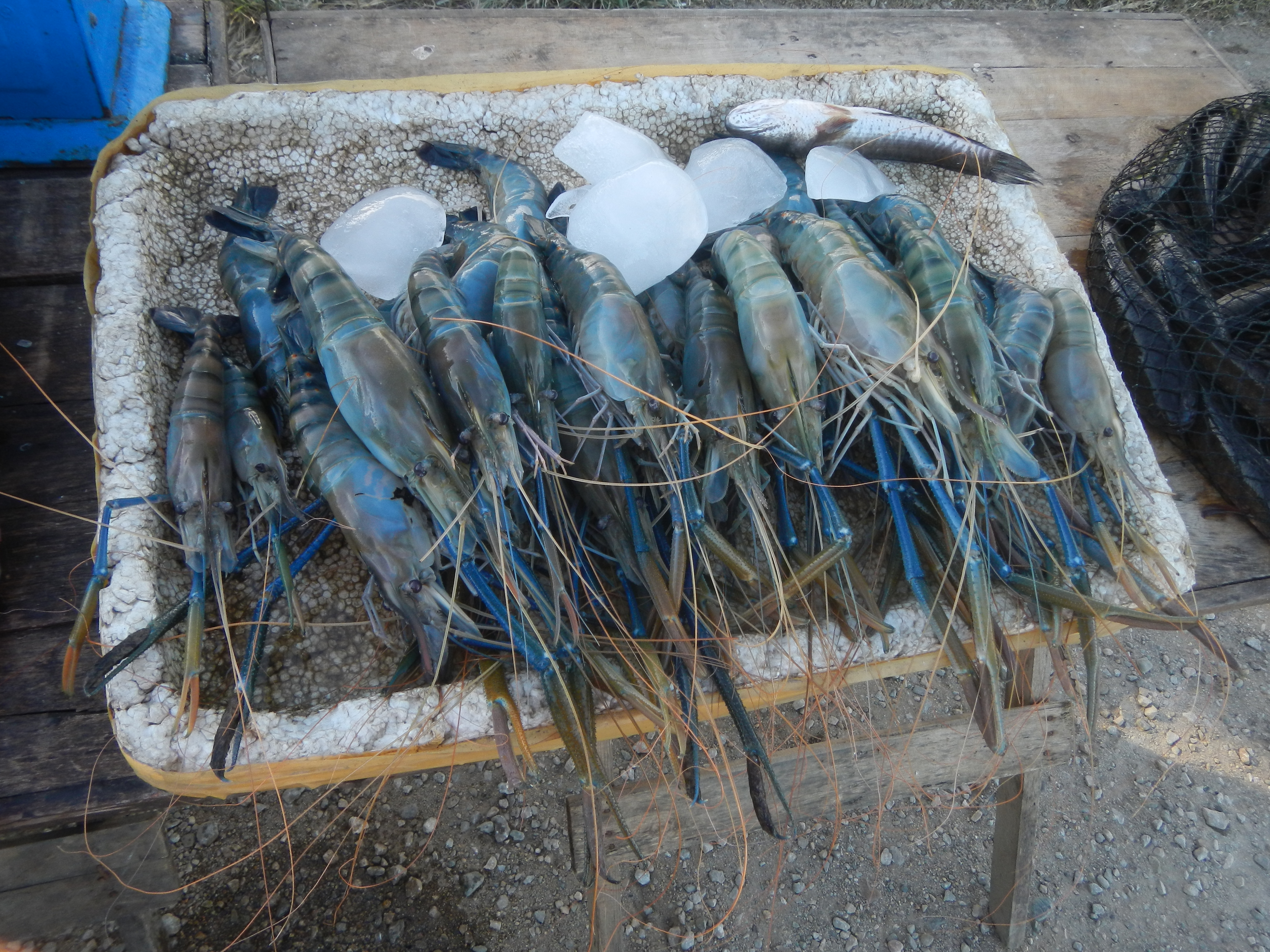
Die Rosenberggarnele zählt zu den Arten, die weltweit in Aquakulturbetrieben gezüchtet werden

Einige Arten wie die Rosenberggarnele (Macrobrachium rosenbergii) sind in der Aquakultur von wirtschaftlicher Bedeutung, da sie für den menschlichen Verzehr gezüchtet werden.
Zu den wichtigsten Erzeugerländern diverser Macrobrachiumarten in Aquakultur zählen Indien, Vietnam, die Philippinen und Brasilien.

## Arten (Auswahl)

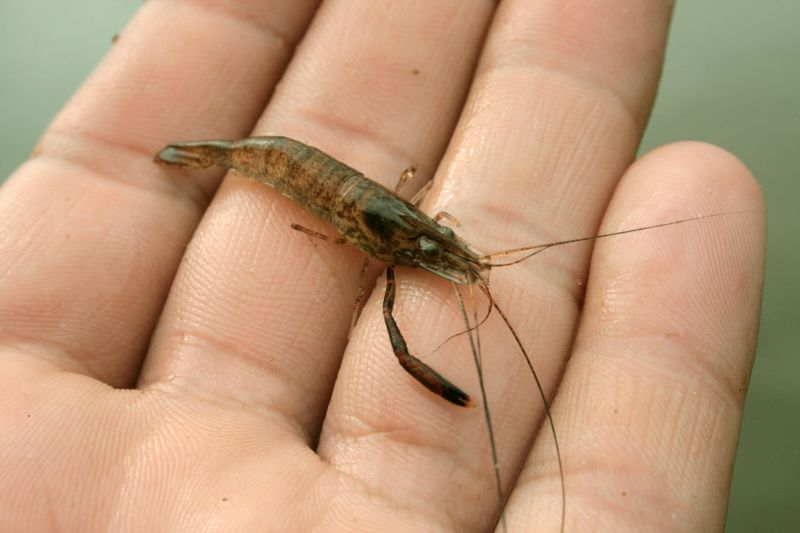
Die in Nordamerika verbreitete Süßwassergarnele Macrobrachium ohione zählt zu den kleineren Arten der Gattung

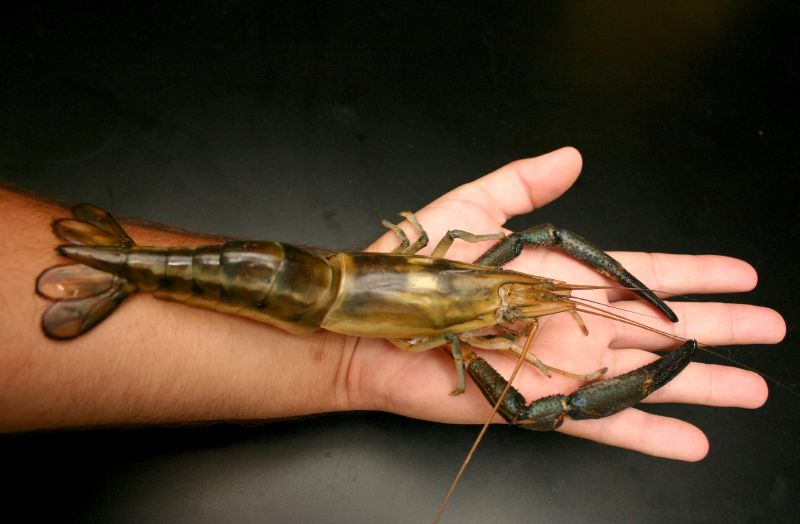
Macrobrachium carcinus ist dagegen vergleichsweise groß

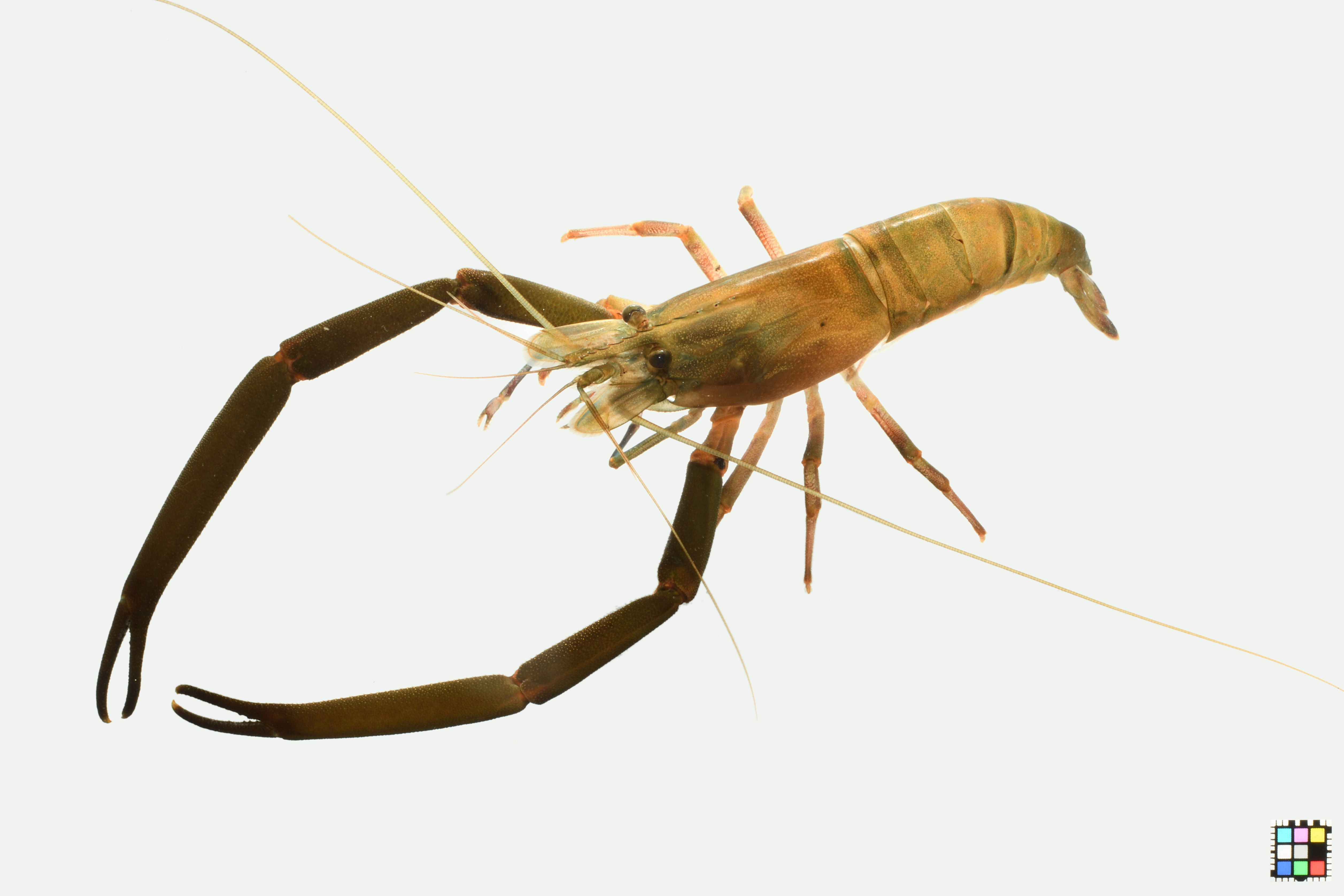
Macrobrachium japonicum

Bei den hier genannten Arten handelt es sich um eine Auswahl einiger bekannterer Spezies. Bis zum Jahr 2019 waren insgesamt 242 Arten erfasst. Die vollständige Liste des Integrated Taxonomic Information System umfasst mittlerweile 270 Arten sowie 12 Unterarten von Großarmgarnelen (Stand: November 2023).
- Macrobrachium aemulum (Nobili, 1906)
- Himalayagarnele Macrobrachium agwi Klotz, 2008
- Macrobrachium amazonicum (Heller, 1862)
- Macrobrachium asperulum (von Martens, 1868)
- Ringelhandgarnele Macrobrachium assamense (Tiwari, 1958)
- Macrobrachium banjarae (Tiwari, 1958)
- Macrobrachium carcinus (Linnaeus)
- Macrobrachium chevalieri (Roux, 1935)
- Macrobrachium clymene (De Man, 1902)
- Macrobrachium crenulatum Holthuis, 1950
- Schokogarnele, Ringelhandgarnele Macrobrachium dayanum (Henderson, 1893)
- Macrobrachium dienbienphuense Đăng & B. Y. Nguyên, 1972
- Macrobrachium digueti (Bouvier, 1895)
- Macrobrachium faustinum (de Saussure, 1857)
- Macrobrachium formosense Spence Bate, 1868
- Macrobrachium grandimanus (Randall, 1840)
- Macrobrachium gurudeve Jayachandran & Raji, 2005
- Macrobrachium hancocki Holthuis, 1950
- Macrobrachium indicum Jayachandran & Joseph, 1986
- Macrobrachium inpa Kensley & Walker, 1982
- Macrobrachium japonicum (De Haan, 1849)
- Macrobrachium lamarrei H. Milne-Edwards, 1837
- Macrobrachium lar (Fabricius, 1798)
- Macrobrachium latidactylus (Thallwitz, 1891)
- Macrobrachium malcolmsonii (H. Milne-Edwards, 1844)
- Macrobrachium nipponense (De Haan, 1849)[4]
- Macrobrachium nobilii (Henderson & Matthai, 1910)
- Macrobrachium oenone (De Man, 1902)
- Macrobrachium ohione (Smith, 1874)
- Macrobrachium olfersii (Wiegmann, 1836)
- Macrobrachium patsa (Coutière, 1899)
- Macrobrachium petiti (Roux, 1934)
- Rosenberggarnele Macrobrachium rosenbergii (De Man, 1879)
- Macrobrachium scabriculum (Heller, 1862)
- Macrobrachium shokitai Fujino & Baba, 1973
- Macrobrachium sintangense (De Man, 1898)
- Macrobrachium srilankense Costa, 1979
- Macrobrachium veliense Jayachandran & Joseph, 1985
- Macrobrachium vollenhoveni (Herklots, 1857)
- Macrobrachium walvanense Almelkar, Jalihal & Sankolli, 1999
- Macrobrachium zariquieyi Holthuis, 1949